# 瞿溪路
瞿溪路是中華人民共和國上海市黃浦區一條東西走向道路，西起茶陵路，东至中山南路，全长3042米，宽8米至28.5米，道路建於中華民国3年（1914年），最初道路名為瞿真人路，路名來自於瞿真人庙。1958年，道路更名為瞿溪路，路名來自於浙江省温州市瓯海区瞿溪街道。